# Ижище
Ижище или Ижища (на македонска литературна норма: Ижиште) е село, в община Брод (Македонски Брод).

## География
Селото е разположено в областта Долно Кичево на левия бряг на Треска (Голема) в подножието на планината Песяк.

## История
Църквата „Свети Никола“ в Ижище е поствизантийска, изградена или възобновена и изписана в 1692 година.
През 1868 година петима жители на Ижища са спомоществуватели за четири екземпляра от изданието на „Поучително евангелие“ на Софроний Врачански. Това са: Павле и Велен Таневи, Ристо Найдов Поляк, Георгие Петров, хлебар и свещеникът Здраве Попкостадинов, който предплаща екземпляр за Поречкия манастир.
В XIX век Ижище е село в Кичевска каза на Османската империя. В „Етнография на вилаетите Адрианопол, Монастир и Салоника“, издадена в Константинопол в 1878 година и отразяваща статистиката на населението от 1873 година, Ижища (Ijischta) е посочено като село с 22 домакинства с 86 жители българи.
Според статистиката на Васил Кънчов („Македония. Етнография и статистика“) от 1900 г. Ижища е населявано от 210 жители българи християни.
На Етнографската карта на Битолския вилает на Картографския институт в София от 1901 година Ижица е чисто българско село в Кичевската каза на Битолския санджак с 30 къщи.
Цялото население на селото е под върховенството на Българската екзархия. По данни на секретаря на екзархията Димитър Мишев („La Macédoine et sa Population Chrétienne“) в 1905 година в Ижища има 240 българи екзархисти.
Статистика, изготвена от кичевския училищен инспектор Кръстю Димчев през лятото на 1909 година, дава следните данни за Ижища:
| Домакинства | Гурбетчии | Грамотни | Грамотни | Грамотни | Неграмотни | Неграмотни | Неграмотни |
| Домакинства | Гурбетчии | мъже     | жени     | общо     | мъже       | жени       | общо       |
| ----------- | --------- | -------- | -------- | -------- | ---------- | ---------- | ---------- |
| 37          | 48        | 34       | 0        | 34       | 65         | 112        | 177        |

При избухването на Балканската война 1 човек от Ижища е доброволец в Македоно-одринското опълчение.
След Междусъюзническата война в 1913 година селото попада в Сърбия.
По време на българското управление на Вардарска Македония през Първата световна война  Ижища е център на община от седем села в Бродска околия на Тетовски окръг и има 240 жители.
На етническата си карта на Северозападна Македония в 1929 година Афанасий Селишчев отбелязва Ижища като българско село.
Според преброяването от 2002 година селото има 63 жители.
| Националност | Всичко |
| македонци    | 10     |
| албанци      | 0      |
| турци        | 53     |
| роми         | 0      |
| власи        | 0      |
| сърби        | 0      |
| бошняци      | 0      |
| други        | 0      |

## Личности
Родени в Ижище
- Билбил Владимиров, български революционер от ВМОРО, четник на Иван Наумов Алябака[13]
- Вангел Милошев Тарунджиев (1882 – след 1943), български революционер
- Милош Тарунджиев (? – 1903), български революционер

Починали в Ижище
- Мицко Кръстев-Латовски (1855 – 1909), ренегат от ВМОРО и сърбомански войвода